# Morethia storri
Espèce
Morethia storri est une espèce de sauriens de la famille des Scincidae.

## Répartition
Cette espèce est endémique d'Australie. Elle se rencontre en Australie-Occidentale et dans le Territoire du Nord.

## Étymologie
Cette espèce est nommée en l'honneur de Glen Milton Storr.

## Publication originale
- Greer, 1980 : A new species of Morethia (Lacertilia: Scincidae) from northern Australia, with comments on the biology and relationships of the genus. Records of the Australian Museum, vol. 33, no 2, p. 89-122 (texte intégral).